# 埃萊娜·格魯巴
埃萊娜·格魯巴（約1345年—1399年），波士尼亞女王，1395年至1398年在位。
埃萊娜·格魯巴的丈夫是國王斯特凡·達比沙，兩人沒有子女。斯特凡·達比沙去世後，埃萊娜·格魯巴成為波士尼亞女王，直到1398年被廢黜。